# Colonia Arboledas
Colonia Arboledas, även benämnd San Andrés, är en ort i Mexiko, tillhörande kommunen Calimaya i delstaten Mexiko, i den centrala delen av landet. Orten hade 1 219 invånare vid folkräkningen 2010.